# Нугманов, Кабдулла Нугманович
Кабдулла Нугманович Нугманов — советский хозяйственный, государственный и политический деятель.

## Биография
Родился в 1927 году в ауле № 3. Член КПСС с 1947 года.
С 1944 года — на хозяйственной, общественной и политической работе. В 1944—2011 гг. — учётчик колхоза «Мадениет», секретарь Энбекшельдерского райкома комсомола, заведующий Энбекшельдерского районного отдела сельского хозяйства, главный агроном Кызылтуского МТС, зональный секретарь Кызылтуского райкома партии, директор совхоза «Валихановский» Кустанайской области, научный работник кафедры организации и управления сельскохозяйственным производством Кустанайского сельскохозяйственного института.
Избирался депутатом Верховного Совета СССР 10-го созыва. Делегат XXV съезда КПСС.
Умер в 2001 году.